# Stefan Kobel
Stefan Kobel (Winterthur, 13 februari 1974) is een voormalig Zwitsers beachvolleyballer. Met Patrick Heuscher won hij in 2004 het brons bij de Olympische Spelen. Daarnaast behaalde hij driemaal een medaille bij de Europese kampioenschappen.

## Carrière

### 1997 tot en met 2003
Kobel debuteerde in 1997 met Sascha Heyer in Alanya in de FIVB World Tour. Vervolgens vormde hij van 1998 tot aan het eind van zijn sportieve carrière als beachvolleyballer in 2006 een team met Patrick Heuscher. Het duo speelde tot en met 2000 dertien wedstrijden in de World Tour met als beste resultaat een negende plaats in Vitória eind 2000. Datzelfde jaar eindigde het tweetal als zevende bij de EK in Getxo nadat ze vijfde herkansingsronde verloren van het Russische duo Dmitri Karasev en Sergei Saifoelin. In 2001 behaalden ze bij negen reguliere FIVB-toernooien zes toptienplaatsen met een vierde plek in Berlijn als beste resultaat. Bij de WK in Klagenfurt bereikten Kobel en Heuscher de zestiende finale waar ze werden uitgeschakeld door de Russen Sergej Jermisjin en Michail Koesjnerjov. In Brisbane kwam het duo niet verder dan een dertiende plaats bij de Goodwill Games en bij de EK in Jesolo eindigde het tweetal als negende na verlies tegen de Letten Jānis Grīnbergs en Andris Krūmiņš.
Het jaar daarop behaalden ze in Stavanger met een derde plek hun eerste podiumplaats in de World Tour. Bij zes van de negen overige toernooien eindigde het tweetal verder in de top tien. In eigen land behaalden Kobel en Heuscher de vijfde plaats bij de EK. In Bazel verloren ze in de vierde ronde van de Oostenrijkers Nik Berger en Clemens Doppler en in de laatste herkansingsronde waren de Noren Vegard Høidalen en Jørre Kjemperud te sterk. Kobel en Heuscher namen in 2003 in aanloop naar de WK in Rio de Janeiro deel aan acht toernooien in de World Tour. Ze behaalden twee derde (Gstaad en Klagenfurt) en twee vijfde plaatsen (Stavanger en Marseille). In Rio bereikte het duo de kwartfinale waar het werd uitgeschakeld door het Amerikaanse tweetal Dax Holdren en Stein Metzger. Bij de EK in Alanya kwamen ze eveneens niet verder dan de kwartfinale die ze ditmaal verloren van hun landgenoten Heyer en Markus Egger.

### 2004 tot en met 2006
Het daaropvolgende seizoen begonnen ze in de World Tour met een tweede plaats in Salvador. Na een zevende en vijfde plaats in respectievelijk Kaapstad en Lianyungang volgde in Budva met een derde plek opnieuw een podiumplaats. Bij de EK in Timmendorfer Strand won het tweetal vervolgens de bronzen medaille ten koste van de Duitsers David Klemperer en Niklas Rademacher. Na afloop boekten ze in Gstaad hun eerste overwinning in de World Tour. In aanloop naar de Olympische Spelen in Athene eindigde het duo in Berlijn, Marseille, Stare Jabłonki en Klagenfurt respectievelijk als vijfde, tweede, vierde en dertiende. In Athene verloren Kobel en Heuscher de halve finale van de latere Braziliaanse olympisch kampioenen Ricardo Santos en Emanuel Rego. In de troostfinale waren ze vervolgens te sterk voor het Australische tweetal Julien Prosser en Mark Williams, waardoor ze het brons wonnen. Kobel en Heuscher sloten het jaar af met een tweede plaats in Rio.
In 2005 speelden ze tien reguliere wedstrijden in de World Tour. Ze boekten een overwinning in Parijs en behaalden een derde plaats in Stavanger. Bij de WK in Berlijn verloren ze in de derde ronde van hun landgenoten Heyer en Paul Laciga. In de derde herkansingsronde werd het duo vervolgens definitief uitgeschakeld door de Duitsers Christoph Dieckmann en Andreas Scheuerpflug. In Moskou wonnen Kobel en Heuscher de zilveren medaille bij de EK achter het Spaanse tweetal Pablo Herrera en Raúl Mesa. Het jaar daarop deed het duo mee aan acht toernooien in de World Tour met onder meer een zege in Roseto degli Abruzzi en een vierde plaats in Montreal als resultaat. Bij de EK in Den Haag wonnen ze de bronzen medaille ten koste van de Oostenrijkers Berger en Peter Gartmayer. Na afloop van het seizoen beëindigde Kobel zijn beachvolleybalcarrière.

## Palmares
Kampioenschappen
- 2003: 5e WK
- 2004:  EK
- 2004:  OS
- 2005:  EK
- 2006:  EK

FIVB World Tour
- 2002:  Stavanger Open
- 2003:  Gstaad Open
- 2003:  Grand Slam Klagenfurt
- 2004:  Salvador Open
- 2004:  Budva Open
- 2004:  Gstaad Open
- 2004:  Grand Slam Marseille
- 2004:  Rio de Janeiro Open
- 2005:  Grand Slam Stavanger
- 2005:  Grand Slam Parijs
- 2006:  Roseto degli Abruzzi Open